# Alfred Hermann Fried
Alfred Hermann Fried (ur. 11 listopada 1864 w Wiedniu, zm. 5 maja 1921 tamże) – austriacki dziennikarz i pacyfista, laureat Pokojowej Nagrody Nobla 1911.
Był jednym z inicjatorów ruchu pacyfistycznego w Niemczech. W 1891 założył pismo „Die Waffen nieder!” (od 1899 pod nazwą „Die Friedens-Warte”), a w 1892 Niemieckie Towarzystwo Pokojowe (Deutsche Friedensgesellschaft), skupiające pacyfistów w krajach niemieckojęzycznych przed I wojną światową.
W 1911 został, razem z Tobiasem Asserem, wyróżniony Pokojową Nagrodą Nobla. Po wybuchu wojny wyjechał do Szwajcarii, protestując przeciwko polityce Niemiec. Podjął działania na rzecz szybkiego zawarcia pokoju. Był przeciwnikiem traktatu wersalskiego, ale także siłowej walki z tym traktatem.
Autor m.in.: Handbuch der Friedensbewegung (1911–1913, dwa tomy), Mein Kriegtagebuch (1918–1920, cztery tomy).